# Kathy Jordan
Kathryn (Kathy) Jordan (Bryn Mawr, Pennsylvania, 1959. december 3. –) amerikai teniszezőnő.
Pályafutása során hét Grand Slam-tornán diadalmaskodott, ebből ötöt páros, kettőt vegyes páros versenyben szerzett. Mind a négy Grand Slam-tornán győzött, ezzel teljesítette a karrier Grand Slamet. Párosban győzött az év végi világbajnokságon (1980). Tagja volt az 1980-ban és 1981-ben Fed-kupa-győzelmet szerző amerikai válogatottnak.

## Grand Slam döntői

### Egyéni

#### Elveszített döntője (1)
| Év   | Bajnokság       | Borítás | Ellenfél            | Eredmény    |
| ---- | --------------- | ------- | ------------------- | ----------- |
| 1983 | Australian Open | Fű      | Martina Navratilova | 2–6, 6–7(5) |

### Páros

#### Győzelmek (5)
| Év   | Bajnokság       | Borítás | Partner          | Ellenfél                         | Eredmény      |
| ---- | --------------- | ------- | ---------------- | -------------------------------- | ------------- |
| 1980 | Roland Garros   | Salak   | Anne Smith       | Ivanna Madruga Adriana Villagrán | 6–1, 6–0      |
| 1980 | Wimbledon       | Fű      | Anne Smith       | Rosemary Casals Wendy Turnbull   | 4–6, 7–5, 6–1 |
| 1981 | US Open         | Kemény  | Anne Smith       | Rosemary Casals Wendy Turnbull   | 6–3, 6–3      |
| 1981 | Australian Open | Fű      | Anne Smith       | Martina Navratilova Pam Shriver  | 6–2, 7–5      |
| 1985 | Wimbledon       | Fű      | Elizabeth Smylie | Martina Navratilova Pam Shriver  | 5–7, 6–3, 6–4 |

#### Elveszített döntői (6)
| Év   | Bajnokság     | Borítás | Partner          | Ellenfél                        | Eredmény      |
| ---- | ------------- | ------- | ---------------- | ------------------------------- | ------------- |
| 1981 | Wimbledon     | Fű      | Anne Smith       | Martina Navratilova Pam Shriver | 3–6, 6–7(6)   |
| 1982 | Wimbledon     | Fű      | Anne Smith       | Martina Navratilova Pam Shriver | 4–6, 1–6      |
| 1983 | Roland Garros | Salak   | Anne Smith       | Rosalyn Fairbank Candy Reynolds | 7–5, 5–7, 2–6 |
| 1984 | Wimbledon     | Fű      | Anne Smith       | Martina Navratilova Pam Shriver | 3–6, 4–6      |
| 1987 | US Open       | Kemény  | Elizabeth Smylie | Martina Navratilova Pam Shriver | 7–5, 4–6, 2–6 |
| 1990 | Wimbledon     | Fű      | Elizabeth Smylie | Jana Novotná Helena Suková      | 4–6, 1–6      |

### Vegyes páros

#### Győzelmek (2)
| Év   | Bajnokság     | Borítás | Partner   | Ellenfél                            | Eredmény         |
| ---- | ------------- | ------- | --------- | ----------------------------------- | ---------------- |
| 1986 | Roland Garros | Salak   | Ken Flach | Rosalyn Fairbank Mark Edmondson     | 3–6, 7–6(3), 6–3 |
| 1986 | Wimbledon     | Fű      | Ken Flach | Martina Navratilova Heinz Günthardt | 6–3, 7–6(7)      |

#### Elveszített döntője (1)
| Év   | Bajnokság | Borítás | Partner      | Ellenfél                  | Eredmény |
| ---- | --------- | ------- | ------------ | ------------------------- | -------- |
| 1984 | Wimbledon | Fű      | Steve Denton | Wendy Turnbull John Lloyd | 3–6, 3–6 |

## Év végi világbajnoki döntői

### Páros: 2 (1–1)
| Eredmény | Év   | Helyszín | Borítás | Partner          | Ellenfelek                           | Eredmény    |
| -------- | ---- | -------- | ------- | ---------------- | ------------------------------------ | ----------- |
| Döntős   | 1982 | New York | Szőnyeg | Anne Smith       | Martina Navratilova Pam Shriver      | 4–6, 3–6    |
| Win      | 1990 | New York | Szőnyeg | Elizabeth Smylie | Mercedes Paz Arantxa Sánchez Vicario | 7–6(4), 6–4 |

## Eredményei Grand Slam-tornákon

### Egyéni
| Grand Slam | Australian Open | Australian Open     | Roland Garros | Roland Garros    | Wimbledon   | Wimbledon           | US Open        | US Open             |
| Év         | Eredmény        | Utolsó ellenfél     | Eredmény      | Utolsó ellenfél  | Eredmény    | Utolsó ellenfél     | Eredmény       | Utolsó ellenfél     |
| 1977       | –               | –                   | –             | –                | –           | –                   | Selejtező (Q1) | Selejtező (Q1)      |
| 1978       | –               | –                   | –             | –                | –           | –                   | 2. kör         | Zenda Liess         |
| 1979       | –               | –                   | –             | –                | 4. kör      | Evonne Goolagong    | 4. kör         | Tracy Austin        |
| 1980       | –               | –                   | Negyeddöntő   | Chris Evert      | 4. kör      | Martina Navratilova | 4. kör         | Mima Jaušovec       |
| 1981       | 3. kör          | Martina Navratilova | 3. kör        | Candy Reynolds   | 4. kör      | Virginia Ruzici     | 4. kör         | Martina Navratilova |
| 1982       | –               | –                   | –             | –                | 3. kör      | Tracy Austin        | 1. kör         | Ann Kiyomura        |
| 1983       | Döntő           | Martina Navratilova | 4. kör        | Tracy Austin     | Negyeddöntő | Billie Jean King    | 4. kör         | Chris Evert         |
| 1984       | –               | –                   | 2. kör        | Virginia Ruzici  | Elődöntő    | Martina Navratilova | 2. kör         | Helena Suková       |
| 1985       | –               | –                   | –             | –                | 2. kör      | L Szavcsenko        | 4. kör         | Hana Mandlíková     |
| 1986       | –               | –                   | 1. kör        | Camille Benjamin | 4. kör      | Chris Evert         | 4. kör         | Pam Shriver         |
| 1987       | –               | –                   | –             | –                | 1. kör      | Catarina Lindqvist  | 1. kör         | Manuela Malejeva    |
| 1988       | –               | –                   | –             | –                | –           | –                   | –              | –                   |
| 1989       | –               | –                   | –             | –                | –           | –                   | –              | –                   |
| 1990       | –               | –                   | –             | –                | 1. kör      | Julie Halard        | 1. kör         | Gabriela Sabatini   |

### Páros
| Grand Slam | Australian Open              | Australian Open                | Roland Garros                | Roland Garros                    | Wimbledon                 | Wimbledon                        | US Open                      | US Open                            |
| Év         | Eredmény Partner             | Utolsó ellenfél                | Eredmény Partner             | Utolsó ellenfél                  | Eredmény Partner          | Utolsó ellenfél                  | Eredmény Partner             | Utolsó ellenfél                    |
| 1978       | −                            | −                              | −                            | −                                | −                         | −                                | Negyeddöntő Wendy White      | Françoise Dürr Virginia Wade       |
| 1979       | −                            | −                              | 2. kör Diane Desfor          | Françoise Dürr Virginia Wade     | 1. kör Alycia Moulton     | Tanya Harford Anne Hobbs         | 2. kör Anne Smith            | Daniela Porzio Frédérique Thibault |
| 1980       | −                            | −                              | Győzelem Anne Smith          | Ivanna Madruga Adriana Villagrán | Győzelem Anne Smith       | Rosemary Casals Wendy Turnbull   | Elődöntő Ane Smith           | Pam Shriver Betty Stöve            |
| 1981       | Győzelem Anne Smith          | M Navratilova Pam Shriver      | Negyeddöntő Anne Smith       | Rosalyn Fairbank Tanya Harford   | Döntő Anne Smith          | M Navratilova Pam Shriver        | Győzelem Anne Smith          | Rosemary Casals Wendy Turnbull     |
| 1982       | −                            | −                              | −                            | −                                | Döntő Anne Smith          | M Navratilova Pam Shriver        | Negyeddöntő Anne Smith       | Bettina Bunge C Kohde-Kilsch       |
| 1983       | Elődöntő Barbara Potter      | M Navratilova Pam Shriver      | Döntő Anne Smith             | Rosalyn Fairbank Candy Reynolds  | Negyeddöntő Mima Jaušovec | M Navratilova Pam Shriver        | Elődöntő Mima Jaušovec       | M Navratilova Pam Shriver          |
| 1984       | −                            | −                              | Negyeddöntő Anne Smith       | Kathleen Horvath Virginia Ruzici | Döntő Anne Smith          | M Navratilova Pam Shriver        | 3. kör Elizabeth Smylie      | C Evert-Lloyd Billie Jean King     |
| 1985       | −                            | −                              | −                            | −                                | Győzelem Elizabeth Smylie | M Navratilova Pam Shriver        | 2. kör Elizabeth Smylie      | Laura Arraya Amy Holton            |
| 1986       | −                            | −                              | Negyeddöntő Alycia Moulton   | M Navratilova Temesvári Andrea   | 3. kör Alycia Moulton     | Hana Mandlíková Wendy Turnbull   | Negyeddöntő Elizabeth Smylie | M Navratilova Pam Shriver          |
| 1987       | –                            | –                              | –                            | –                                | Negyeddöntő Anne Smith    | C Kohde-Kilsch Helena Suková     | Döntő Elizabeth Smylie       | M Navratilova Pam Shriver          |
| 1988       | –                            | –                              | –                            | –                                | –                         | –                                | –                            | –                                  |
| 1989       | –                            | –                              | –                            | –                                | –                         | –                                | Negyeddöntő Betsy Nagelsen   | MJ Fernández Pam Shriver           |
| 1990       | 3. kör Elizabeth Smylie      | Jo-Anne Faull Rachel McQuillan | 2. kör Elizabeth Smylie      | Gaby Castro Conchita Martínez    | Döntő Elizabeth Smylie    | Jana Novotná Helena Suková       | Elődöntő Elizabeth Smylie    | Gigi Fernández M Navratilova       |
| 1991       | Negyeddöntő Elizabeth Smylie | Szeles Mónika Anne Smith       | Negyeddöntő Meredith McGrath | Larisza Szavcsenko N Zverava     | Negyeddöntő Lori McNeil   | Mary Joe Fernández Zina Garrison | –                            | –                                  |

### Vegyes páros
| Grand Slam | Australian Open      | Australian Open                  | Roland Garros              | Roland Garros                   | Wimbledon                  | Wimbledon                        | US Open                  | US Open                           |
| Év         | Eredmény Partner     | Utolsó ellenfél                  | Eredmény Partner           | Utolsó ellenfél                 | Eredmény Partner           | Utolsó ellenfél                  | Eredmény Partner         | Utolsó ellenfél                   |
| 1979       | −                    | −                                | −                          | −                               | −                          | −                                | 2. kör Peter Rennert     | Bob Hewitt Greer Stevens          |
| 1980       | −                    | −                                | 2. kör Tim Garcia          | Nathalie Fuchs Patrick Proisy   | 1. kör Peter Rennert       | Brian Teacher Kathy Teacher      | −                        | −                                 |
| 1981       | −                    | −                                | −                          | −                               | −                          | −                                | −                        | −                                 |
| 1982       | −                    | −                                | −                          | −                               | −                          | −                                | −                        | −                                 |
| 1983       | −                    | −                                | −                          | −                               | Negyeddöntő Tom Gullickson | Steve Denton Billie Jean King    | 2. kör Eliot Teltscher   | Elizabeth Sayers John Fitzgerald  |
| 1984       | −                    | −                                | −                          | −                               | Döntő Steve Denton         | John Lloyd Wendy Turnbull        | Negyeddöntő Steve Denton | Rosalyn Fairbank Colin Dowdeswell |
| 1985       | −                    | −                                | −                          | −                               | Elődöntő Mark Edmondson    | John Fitzgerald Elizabeth Smylie | 1. kör Steve Denton      | Ilana Kloss Steve Meister         |
| 1986       | −                    | −                                | Győzelem Ken Flach         | Mark Edmondson Rosalyn Fairbank | Győzelem Ken Flach         | Heinz Günthardt M Navratilova    | Negyeddöntő Ken Flach    | Raffaella Reggi Sergio Casal      |
| 1987       | –                    | –                                | –                          | –                               | Negyeddöntő Ken Flach      | Andy Kohlberg Patty Fendick      | 2. kör Ken Flach         | Terry Phelps Jim Pugh             |
| 1988       | –                    | –                                | –                          | –                               | –                          | –                                | –                        | –                                 |
| 1989       | –                    | –                                | –                          | –                               | –                          | –                                | –                        | –                                 |
| 1990       | –                    | –                                | 1. kör Patrick McEnroe     | Broderick Dyke Michelle Jaggard | 2. kör Cássio Motta        | Shelby Cannon Robin White        | 1. kör C van Rensburg    | Shelby Cannon Robin White         |
| 1991       | 2. kör Bryan Shelton | Cammy MacGregor Robert Van't Hof | Negyeddöntő Mark Woodforde | Cyril Suk Helena Suková         | 2. kör Ken Flach           | Sven Salumaa Karin Kschwendt     | –                        | –                                 |

## Év végi világranglista-helyezései
| Év     | 1979 | 1980 | 1981 | 1982 | 1983 | 1984 | 1985 | 1986 | 1987 | 1988 | 1989 | 1990 | 1991 |
| Egyéni | 11.  | 13.  | 15.  | 21.  | 14.  | 10.  | 19.  | 15.  | 35.  | –    | –    | 205. | –    |
| Páros  | –    | –    | –    | –    | –    | –    | –    | 10.  | 10.  | –    | 63.  | 9.   | 21.  |